# Symphonie no 9 de Chostakovitch
Pour les articles homonymes, voir Symphonie no 9.
La Symphonie no 9 en mi bémol majeur (op. 70) de Dimitri Chostakovitch est la neuvième de ses symphonies. Elle fut créée en 1945, deux mois après la fin de la Seconde Guerre mondiale, dont elle s'inspire.

## Structure
La 9e Symphonie comporte cinq mouvements :
1. Allegro ;
2. Moderato ;
3. Presto ;
4. Largo ;
5. Allegretto — Allegro.

## Fiche technique
- Titre : Symphonie no 9 en mi bémol majeur, op. 70
- Composition : 1945
- Création : 5 novembre 1945 à Léningrad
- Durée : 25 minutes

## Orchestration
La symphonie est écrite pour un orchestre comprenant les cordes, un piccolo, deux flûtes, deux hautbois, deux clarinettes, deux bassons, quatre cors, deux trompettes, trois trombones, un tuba, timbales et percussions (trois instrumentistes).

## Histoire

### Composition
La Neuvième Symphonie devait être une œuvre gigantesque, étant le couronnement de ses trois symphonies inspirées par la Seconde Guerre mondiale. La Septième décrivait l'invasion de la Russie par les nazis et la Huitième était centrée sur les souffrances occasionnées par la guerre et la bataille de Stalingrad. Chacune de ces deux œuvres faisait plus d'une heure et nécessitait un orchestre important. Au contraire des deux précédentes, la neuvième ne dure pas plus d'une demi-heure et ne nécessite qu'un petit orchestre classique. La 7e et la 8e avaient été soupçonnées d'un esprit contre-révolutionnaire et anti-soviétique.[réf. nécessaire] Le public s'attendait donc à une célébration en l'honneur de Staline avec la 9e. Mais la légèreté de la symphonie traduit un sentiment de soulagement, une victoire sur le militarisme, le bonheur des militaires d'enfin pouvoir rentrer chez eux.

### Création et réception
La symphonie fut créée après la fin de la Guerre, le 5 novembre 1945 à Léningrad par Evgeni Mravinski. Elle provoqua la colère de Staline, qui s'attendait à une apothéose et qui avait même demandé que la pièce fût dans le style de la Neuvième Symphonie de Beethoven (d'où le titre de cette symphonie). Ainsi, cette œuvre faillit coûter la vie à son auteur[réf. nécessaire]. 

## Analyse

### Allegro
Sir Neville Cardus a dit de ce mouvement que c'était « probablement la musique la moins symphonique qui ait jamais été écrite »[réf. nécessaire]. Il ressemble davantage à de la musique de chambre. Le thème principal, plus ou moins mélodique, est énoncé d'abord par les cordes, puis les bois, et s'achève sur un trille prononcé. Le second thème est introduit par un solo de violon, avant un échange plein d'élégance avec les bois.

### Moderato
Le deuxième mouvement, lent, débute par une complainte de la clarinette, avec les cordes en pizzicati. Le thème est écrit en alternance à 3/4 et à 4/4, le dernier temps de la mesure à 4/4 étant vide, traduisant un effet d'hésitation. Suit un duo puis un trio de clarinettes. Les cordes ajoutent un motif ascendant et incertain sous la forme d'une valse morbide, avant la conclusion qui reprend le premier thème à la flûte, puis au piccolo. On peut imaginer que ce mouvement illustre le terrible coût de la guerre.

### Presto
Après le bref mouvement lent, le tempo reprend rapidement. Les clarinettes et les bassons jouent un premier thème sarcastique repris par l'ensemble des vents. Après un long roulement de timbales, les cuivres s'ajoutent à l'orchestre et un solo de trompette provocateur domine l'orchestre. Le thème du début est repris deux fois avant que le largo ne commence.

### Largo
Le seul mouvement dramatique de la symphonie est caractérisé par un motif russe en fanfare joué par les tubas et les trombones, ainsi que par un sombre solo de basson. Selon Leonard Bernstein, la première intervention du basson est clairement une référence à une autre Neuvième symphonie, celle de Beethoven, tandis que la seconde, plus mélodique, ferait référence à Mahler.

### Allegretto — Allegro
La dernière note du largo précédent est reprise, puis le basson introduit un premier thème sarcastique. On peut voir dans cet air le compositeur se moquer du militarisme. Après un passage sinistre joué par les bois et les cors, les cordes jouent un thème plus suave, avant la marche « victorieuse » reprise ironiquement par tout l'orchestre. Chostakovitch, lors des répétitions de l'œuvre, aurait marmonné : « Du cirque, du cirque ! »[réf. nécessaire]

## Discographie sélective
| Direction          | Orchestre                              | Année | Label             | Note |
| ------------------ | -------------------------------------- | ----- | ----------------- | ---- |
| Kirill Kondrachine | Orchestre philharmonique de Moscou     | 1965  | Melodiya          |      |
| Bernard Haitink    | Orchestre philharmonique de Londres    | 1980  | Decca             |      |
| Vasily Petrenko    | Royal Liverpool Philharmonic Orchestra | 2008  | Naxos (label)     |      |
| Valery Gergiev     | Mariinsky Orchestra                    | 2015  | Mariinsky (label) |      |